# Трёхсоттридцатипятилетняя война
Трёхсоттридцатипятилетняя война (нидерл. Driehonderdvijfendertigjarige Oorlog, корн. Bell a dri hans pymthek warn ugens) — война между Нидерландами и архипелагом Силли, входящим в состав Великобритании. Из-за отсутствия мирного договора она формально продолжалась 335 лет без единого выстрела, что делает её одной из самых длинных войн в истории и войной с наименьшими потерями. Несмотря на неопределённые действия во время объявления войны, мир, наконец, был объявлен в 1986 году.

## Предыстория
Истоки войны находятся в событиях Второй английской гражданской войны между роялистами и сторонниками парламента в период с 1642 по 1652 год. Оливер Кромвель боролся с роялистами на окраинах Королевства Англия. В Западной Англии Корнуолл был последним оплотом роялистов. В 1648 году Кромвель захватил весь «материковый» Корнуолл, и он оказался под контролем парламентариев. Флот роялистов был вынужден отступить на острова Силли, лежащие у берегов Корнуолла и бывшие в собственности роялиста Джона Гренвилла.

## Голландский флот
Флот Соединённых провинций Нидерландов был связан с парламентариями. Нидерланды помогали англичанам в период нахождения у власти различных правителей Англии, совпавший с Нидерландской революцией (1568—1648), начиная с королевы Елизаветы I Английской. Мюнстерский мирный договор (30 января 1648 года) подтвердил независимость Нидерландов от Испании. Нидерланды стремились сохранить свой союз с Англией и решили вступить в союз с казавшейся им побеждающей в гражданской войне стороной.
Голландский флот понёс большие потери от флота роялистов, базировавшегося в Силли. 30 марта 1651 года адмирал Мартин Тромп прибыл в Силли требовать возмещения от флота роялистов за уничтоженные голландские суда и товары, находившиеся на них, однако встретил отказ, после чего провозгласил объявление войны. Поскольку большая часть Англии к этому времени находилась под контролем парламентских сил, война была объявлена только островам Силли.

## Капитуляция роялистов
В июне 1651 года, вскоре после объявления войны, парламентские силы под командованием адмирала Роберта Блейка вынудили флот роялистов сдаться. Нидерландский флот, больше не находившийся под угрозой, не сделал ни единого выстрела. Из-за неясности объявления одним народом войны маленькой части другого, голландцы не объявили официально мира.

## Мирный договор
В 1985 году Рой Дункан, историк и председатель совета Силли, написал в голландское посольство в Лондоне предложение избавиться от мифа, что острова всё ещё находятся в состоянии войны с Нидерландами. Сотрудники посольства обнаружили, что формально это действительно так, и Дункан пригласил голландского посла для посещения островов и подписания мирного договора. Мир был объявлен 17 апреля 1986 года, спустя 335 лет после начала «войны».